# Huracà Dennis
|  | Per a altres significats, vegeu «Huracà Dennis (1999)». |

Huracà Dennis va ser el gran huracà més primerenc, que va afectar el Carib i el Golf de Mèxic durant la temporada d'huracans de l'Atlàntic molt activa. Dennis va ser la quarta tempesta anomenada, el segon huracà i el primer gran huracà de la temporada. Es va convertir en la formació més primerenca d'un quart cicló tropical i en l'huracà atlàntic més fort mai registrat abans de l'agost; aquest últim rècord només el va poder mantenir durant sis dies car el va sobrepassar l'huracà Emily.
| A | B | C  | D | E  | F | G  | H | I | 10 | J  | K  | L  | M  | N  | O |
|   |   |    |   |    |   |    |   |   |    |    |    |    |    |    |   |
| P | R | 19 | S | Un | T | 22 | V | W | Αα | Ββ | Γγ | Δδ | Εε | Ζζ |   |

| Escala Saffir-Simpson |    |   |   |   |   |   |
| TD                    | TS | 1 | 2 | 3 | 4 | 5 |